# Handballverband Schleswig-Holstein
Der Handballverband Schleswig-Holstein (kurz: HVSH) ist einer der Landesverbände im Deutschen Handballbund. Er hat seinen Sitz in Neumünster.

## Gliederung
Der Handballverband Schleswig-Holstein teilt sich in Kreisverbände. 
Es gibt dreizehn Kreisverbände, die gemäß Satzung des HVSH e. V. Regionen bilden können. Die aktuelle Zuordnung lautet:
- Region Nord 
  - KHV Flensburg
  - KHV Schleswig

- Region Nordsee
  - KHV Nordfriesland
  - KHV Dithmarschen

- Region Mitte
  - KHV Neumünster
  - KHV Rendsburg/Eckernförde
  - KHV Steinburg

- Region Förde
  - KHV Kiel
  - KHV Plön

- Region Ostsee
  - KHV Lübeck
  - KHV Ostholstein

- Region Süd
  - KHV Lauenburg
  - KHV Stormarn
  - KHV Segeberg

Eine Strukturreform im HVSH führte 2007 dazu, dass die bis dahin bestehenden vier Bezirksverbände aufgelöst wurden. Die Kreise können innerhalb ihrer Region übergreifende Spielklassen einrichten (Kreisoberligen).
Der HVSH gehörte bis 1991 dem Norddeutschen Handball-Verband und bis 2011 dem Nordostdeutschen Handball-Verband an.

## Ligasystem
Von 1981 bis 2010 war die höchste Klasse des Verbandes die vierklassige Oberliga Schleswig-Holstein. Nach der Auflösung der Bezirke im Jahr 2007 gibt es unter der damaligen Oberliga drei Landesligen, die in den Staffeln Nord (umfasst im Regelfall die Regionen Nord und Nordsee), Mitte (Mitte, Förde) und Süd (Ostsee, Süd), ausgespielt werden, die im Regelfall 14 Mannschaften umfassen. Unter den Landesligen gibt es eine jeweils unterschiedliche Anzahl an Kreisoberligen, welche die höchste Spielklasse der Regionen bilden.
Von 2010/11 bis 2023/24 wurde die höchste Klasse des Verbandes (die insgesamt fünfthöchste Spielklasse im Handball-Ligasystem) als Schleswig-Holstein-Liga unter der Oberliga Hamburg/Schleswig-Holstein angesiedelt. Im Zuge einer Vereinheitlichung der Spielklassenbezeichnungen im DHB wird letztere ab der Saison 2024/25 als Handball-Regionalliga Nord bezeichnet, die höchste HVSH-Spielklasse wird zeitgleich wieder in Oberliga Schleswig-Holstein umbenannt.

## Vereine

### Höherklassige Mannschaften
In der Geschichte der Bundesliga stellte Schleswig-Holstein mit dem THW Kiel, der SG Weiche-Handewitt, der SG Flensburg-Handewitt, dem TSV Altenholz und dem VfL Bad Schwartau fünf Erstligisten im Hallenhandball und mit dem VfL Bad Schwartau, dem Hohner SV sowie dem Büdelsdorfer TSV drei Teilnehmer an der Feldhandball-Bundesliga. Der VfL Bad Schwartau, der TSV Altenholz, die SG Weiche-Handewitt, die SG Flensburg-Handewitt (mit ihrer ersten und zweiten Mannschaft), die HSG Tarp-Wanderup, der MTV Herzhorn, der SV Henstedt-Ulzburg und die Bramstedter TS vertraten den Verband bisher in der 2. Bundesliga.
Zurzeit spielen folgende Vereine in Spielklassen oberhalb der Oberliga:
| Spielklasse       | Vereine Männer |
| ----------------- | --- |
| Bundesliga        | THW Kiel, SG Flensburg-Handewitt |
| 2. Bundesliga     | VfL Lübeck-Schwartau |
| 3. Liga           | TSV Altenholz, HSG Ostsee N/G, HSG Eider Harde, DHK Flensborg                                                                                               |
| Regionalliga Nord | THW Kiel II, TSV Hürup, MTV Lübeck, HSG Schülp/Westerrönfeld/Rendsburg, HSG Marne/Brunsbüttel, SG Flensburg-Handewitt II, TSV Sieverstedt, TSV Weddingstedt |

Mit der SG Jarplund-Weding-Adelby, dem SC Buntekuh und dem TSV Nord Harrislee gab es drei Frauen-Bundesligisten aus dem HVSH-Gebiet. In der 2. Bundesliga spielten neben dem SC Buntekuh und dem TSV Nord Harrislee auch der TSV Jarplund-Weding, Holstein Kiel, der VfL Oldesloe, der TSV Travemünde, die HSG Marne/Brunsbüttel, der VfL Bad Schwartau, der MTV Herzhorn, der MTV Heide sowie der Oldenburger SV. Zurzeit spielen folgende Vereine in Spielklassen oberhalb der Oberliga:
| Spielklasse       | Vereine Frauen |
| ----------------- | --- |
| 3. Liga           | SV Henstedt-Ulzburg, SG Todesfelde/Leezen, TSV Nord Harrislee, TSV Altenholz                                                                                           |
| Regionalliga Nord | HC Treia/Jübek, Slesvig IF, HSG Eider Harde, Preetzer TSV, Bredstedter TSV, HG Owschlag-Kropp-Tetenhusen, ATSV Stockelsdorf, HSG Tarp-Wanderup, SV Henstedt-Ulzburg II |

### Titelträger auf nationaler und internationaler Ebene
| Wettbewerb                     | Anzahl | Vereine (Männer)                                                 | Vereine (Frauen)                                  |
| ------------------------------ | ------ | ---------------------------------------------------------------- | ------------------------------------------------- |
| IHF Men’s Super Globe          | 1      | THW Kiel (1)                                                     |                                                   |
| EHF Champions League           | 4      | THW Kiel (3), SG Flensburg-Handewitt (1)                         |                                                   |
| Europapokal der Pokalsieger    | 2      | SG Flensburg-Handewitt (2)                                       |                                                   |
| EHF-Pokal                      | 4      | THW Kiel (3), SG Flensburg-Handewitt (1)                         |                                                   |
| Deutscher Meisterschaft (Feld) | 2      | THW Kiel (2)                                                     |                                                   |
| Deutsche Meisterschaft (Halle) | 26     | THW Kiel (23), SG Flensburg-Handewitt (2)                        | Holstein Kiel (1)                                 |
| DHB-Pokalsieger                | 15     | THW Kiel (10), SG Flensburg-Handewitt (4), VfL Bad Schwartau (1) |                                                   |
| Deutscher Amateurpokal         | 1      | DHK Flensborg (1)                                                |                                                   |
| Deutscher A-Jugend-Meister     | 7      | THW Kiel (1), SG Flensburg-Handewitt (1) SV Weding (1)           | VfL Oldesloe (2), SG Oeversee/Jarplund-Weding (2) |
| Deutscher B-Jugend-Meister     | 4      | SG Flensburg-Handewitt (2)                                       | Leezener SC (2)                                   |
| Deutscher C-Jugend-Meister     | 2      | TS Riemann Eutin (1), TSV Altenholz (1)                          |                                                   |

## Präsidium
Präsident des aus sieben Personen bestehenden Präsidiums des HVSH ist seit Mai 2017 Dierk Petersen.

## Deutscher Jugend-Länderpokal
Die männliche Auswahl konnte diesen Pokal 2009 gewinnen.
Die weibliche Auswahl war 2004 und 2008 erfolgreich.